# Despotovac
Despotovac (ćirilično Деспотовац) je naselje i središte istoimene općina u Republici Srbiji. Nalazi se u Središnjoj Srbiji i pripada Pomoravskom okrugu.

## Stanovništvo
Prema popisu stanovništva iz 2002. godine u gradu živi 4.363 stanovnika.
| Etnički sastav 2002. |            |        |
| Narod                | Stanovnika | %      |
| Srbi                 | 4.208      | 96,44% |
| Crnogorci            | 36         | 0,82%  |
| Jugoslaveni          | 25         | 0,57%  |
| Romi                 | 13         | 0,29%  |
| Hrvati               | 12         | 0,27%  |
| Muslimani            | 12         | 0,27%  |
| Makedonci            | 4          | 0,09%  |
| Bugari               | 4          | 0,09%  |
| ostali               | 9          | 0,18%  |
| nepoznato            | 8          | 0,18%  |

| broj stanovnika | 1513  | 1282  | 1671  | 2308  | 3268  | 4170  | 4363  |
|                 | 1948. | 1953. | 1961. | 1971. | 1981. | 1991. | 2002. |

## Vanjske poveznice
- Karte, položaj, vremenska prognoza grada[neaktivna poveznica]